# Eduardo Laurencena
Eduardo María Dionisio Laurencena Beheretche (ur. 9 października 1885 w Paranie, zm. 19 czerwca 1959 tamże) – argentyński prokurator i polityk. Minister finansów w gabinecie gubernatora prowincji Entre Ríos Celestino Marcó, gubernator tejże prowincji (1926–1930), deputowany do Senatu (1932–1943) i prezes Banku Centralnego Republiki Argentyńskiej (1956–1958).

## Życiorys
Ukończył studia prawnicze, w 1918 został mianowany prokuratorem, związał się politycznie z Radykalną Unią Obywatelską. Od 1919 do swojej rezygnacji w lutym 1922 roku sprawował funkcję ministra finansów w gabinecie gubernatora prowincji Entre Ríos Celestino Marcó. 6 czerwca 1926 roku został wybrany na urząd gubernatora tejże prowincji, sprawując go od 1 października 1926 do października 1930 roku. Jako gubernator był skonfliktowany z prezydentem Hipólito Yrigoyenem, obalonym w wyniku zamachu stanu z 6 września 1930 roku.
W 1932 roku objął mandat senatora, natomiast 21 marca 1943 roku został ponownie wybrany na urząd gubernatora prowincji Entre Ríos, finalnie nie obejmując go w związku z czerwcowym zamachem stanu; w tym samym roku przestał sprawować mandat senatorski. W latach 1946–1948 przewodził Komitetowi Narodowemu Radykalnej Unii Obywatelskiej, a od 13 sierpnia 1956 do 15 maja 1958 był prezesem Banku Centralnego Republiki Argentyńskiej.

## Życie prywatne
Jego ojcem był Miguel Laurencena, także polityk.